# رابط تی‌اواس لینک

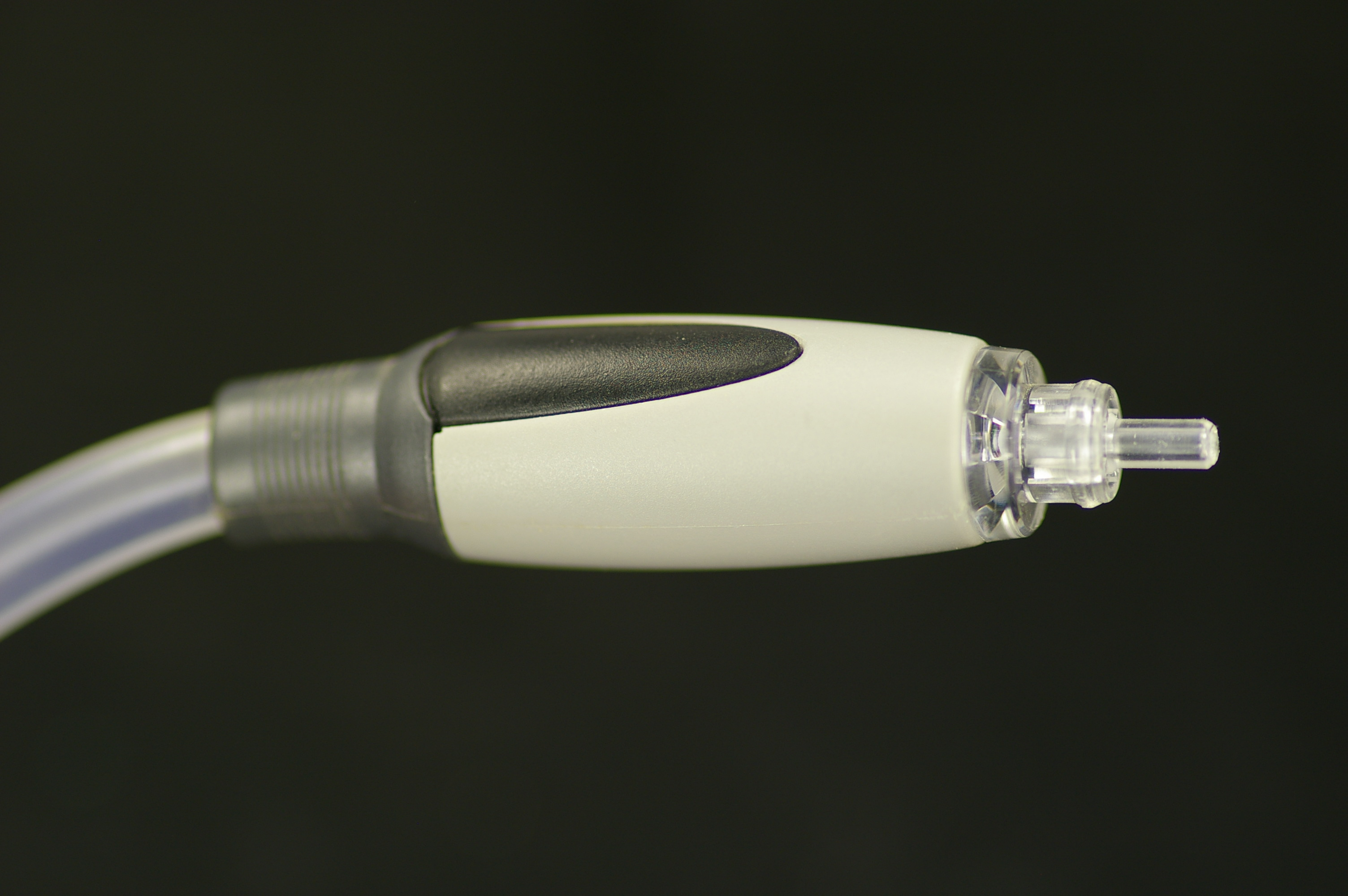
کابل شفاف تی او اس لینک با رابط گرد

تی او اس لینک (به انگلیسی: TOSLINK) یا کابل نوری سامانه استاندارد شده فیبر نوری است. رابط تی او اس لینک توسط شرکت توشیبا برای محصولات پخش سی دی و گیرنده‌های صوتی مدولاسیون کد پالس ساخته شد.